# Litsea bindoniana
Litsea bindoniana là loài thực vật có hoa trong họ Nguyệt quế. Loài này được (F. Muell.) F. Muell. miêu tả khoa học đầu tiên năm 1882.